# A Wild Romance
A Wild Romance — третий альбом немецкой группы The Twins, играющей в жанре электронной музыки. Выпущен в 1983 году и назван в честь одноимённой заглавной песни. Альбом достиг 30-й позиции в немецком альбомном чарте и включал два хита группы, вошедших в топ-30 в Германии — «Ballet Dancer» (№ 19) и «Love System» (№ 27).

## Список композиций
1. Love System (4:21)
2. Ballet Dancer (3:26)
3. A Wild Romance (4:43)
4. Private Eye (4:47)
5. Facts Of Love (3:38)
6. Criminal Love (3:52)
7. A Little More Alive (3:53)
8. Not The Loving Kind (3:59)
9. Must Have Her Back (3:38)
10. Why Don't You (4:01)
11. Men Of Destiny (3:51)
12. Between The Woman And You (6:07)
13. Heaven In Your Smile (5:53)

## Синглы
Из альбома были выпущены синглы: «Not The Loving Kind», «Ballet Dancer» и «Love System».

## Дополнительная информация
Этот альбом вышел в период наивысшей популярности группы и считается самым успешным и лучшим в её дискографии. Именно с этого альбома было выпущено наибольшее количество синглов, достигших вершин чартов во многих странах.
В 1995 году альбом был ремастирован и переиздан на CD лейблом группы The Twins — «Passion Factory Records».